# Célestine Hitiura Vaite

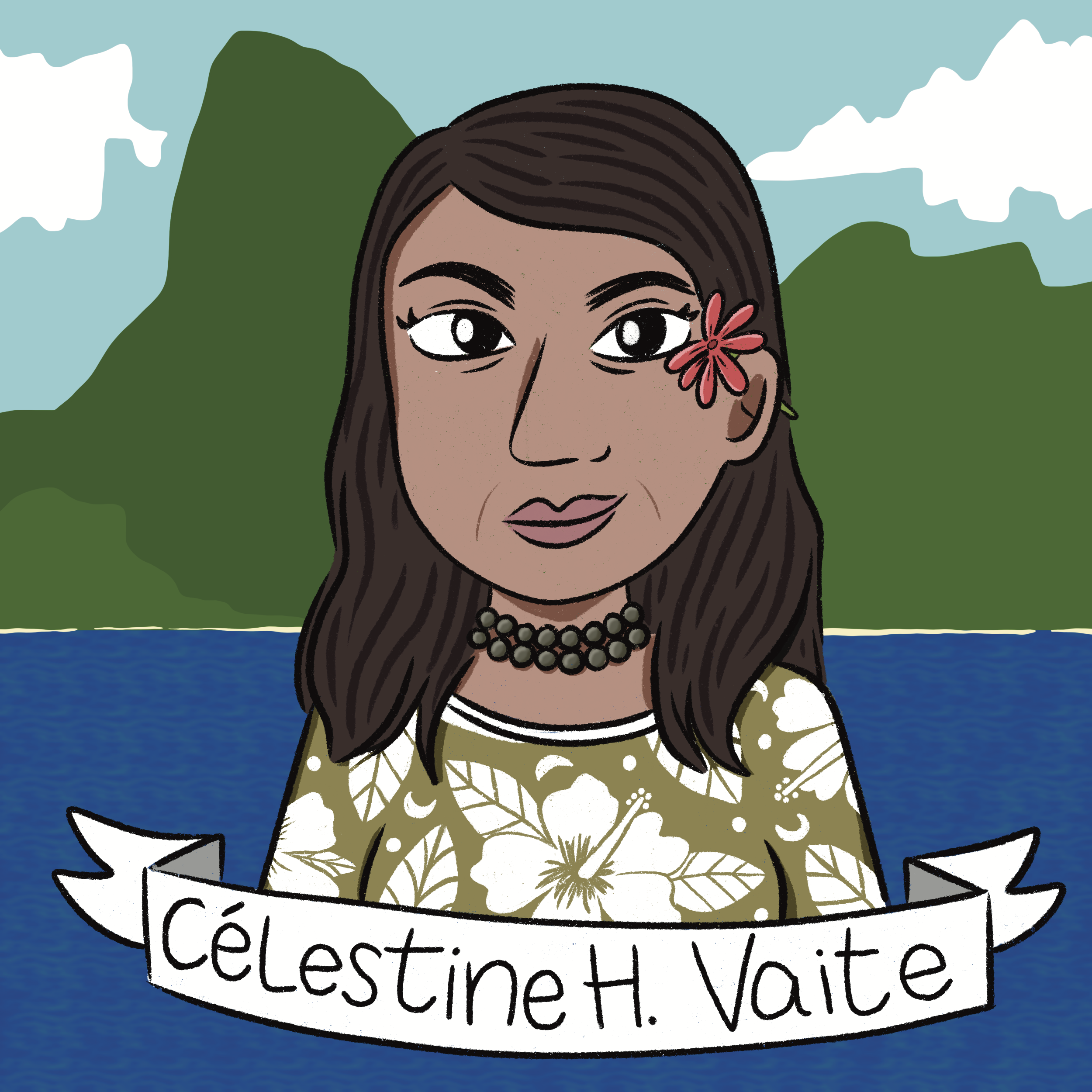
Célestine Hitiura Vaite

Célestine Hitiura Vaite (sinh năm 1966) là một nhà văn Polynésie thuộc Pháp.

## Đầu đời
Con gái của một người mẹ Tahiti và một người cha Pháp, Vaite lớn lên ở xã Faaa (Faa'a) trên đảo Tahiti, Polynésie thuộc Pháp. Thời trẻ, Vaite lớn lên đắm chìm trong cách kể chuyện truyền thống. Giành được học bổng của một trường nữ sinh hàng đầu ở Papeete (Pape'ete), bà trở nên hứng thú với các tác phẩm của các tác giả người Pháp như Balzac, Flaubert, Zola và Maupassant.

## Sự nghiệp
Mặc dù là một người nói tiếng Pháp bản địa, Vaite đáng chú ý viết bằng tiếng Anh. Bà bắt đầu viết ra nỗi nhớ nhà khi đang mang thai đứa con thứ ba ở Úc. Vaite đã tuyên bố rằng viết bằng tiếng Anh giúp bà có lượng khán giả rộng hơn cũng như tự do sáng tạo hơn.
Ba tiểu thuyết đầu tiên của bà -, Breadfruit, Frangipani, và Tiare -follow Materena Mahi, một "chuyên nghiệp sạch" đang sống trong Faaa. Các tiểu thuyết mô tả cuộc sống ở Tahiti đương đại từ góc nhìn bên trong, thông qua các giai thoại và thường rất hài hước. Do đó, Vaite gây chú ý về một khu vực trên thế giới mà văn học phương Tây đã chuyển sang hướng dẫn du lịch hoặc thường được mô tả bằng thuật ngữ kỳ lạ.
Hai cuốn tiểu thuyết đầu tiên của bà đã được dịch sang tiếng Pháp. L'Arbre à đau, bản dịch tiếng Pháp của xa kê, được nồng nhiệt chào đón ở Polynésie thuộc Pháp, nơi mà nó đã được trao Prix littéraire des étudiants bởi các sinh viên của Đại học Polynésie thuộc Pháp vào năm 2004. L'arbre à nỗi đau cũng được coi là cuốn sách được đọc nhiều nhất ở Polynésie thuộc Pháp. Frangipani, đã được xuất bản ở 14 quốc gia cho đến nay, đã lọt vào danh sách rút gọn cho Giải thưởng văn học của Premier League năm 2005 và lọt vào danh sách cho Giải thưởng Orange năm 2006.

## Cuộc sống cá nhân
Vaite hiện đang sống ở New South Wales, Úc và có bốn đứa con. Bà là mẹ của cựu người mẫu, vận động viên và là người sống sót sau vụ cháy rừng Turia Pitt. Bà ấy đang ly thân với chồng.